# جاناتان لوپز (بازیکن فوتبال آرژانتین)
جاناتان لوپز (اسپانیایی: Jonathan López‎؛ زادهٔ ۱۹ ژانویهٔ ۱۹۸۹) بازیکن فوتبال اهل آرژانتین است.

## باشگاهی
از باشگاه‌هایی که در آن بازی کرده‌است می‌توان به باشگاه فوتبال آرسنال ساراندی و باشگاه فوتبال پنیارول اشاره کرد.